# Mario Prišć
Mario Prišć (18. veljače 1974., Našice) bivši je hrvatski nogometaš.
Od 1997. do 2001. igrao je za Osijek. Bio je dijelom postave koja je 1999. osvojila Hrvatski nogometni kup pobijedivši u završnici vinkovačku Cibaliju. Nakon Osijeka, igrao je za bečki Rapid, Rijeku, našički NAŠK, a karijeru je završio u feričanačkom FEŠK-u.
Odigrao je jednu utakmicu za hrvatsku B reprezentaciju, onu prijateljsku protiv Rumunjske 30. siječnja 2001. u Puli.